# Champagne (Eure y Loir)
Champagne era una comuna francesa situada en el departamento de Eure y Loir, de la región de Centro-Valle de Loira, que el uno de enero de 2015 pasó a ser una comuna delegada de la comuna nueva de Goussainville al fusionarse con la comuna de Goussainville.

## Historia
El 26 de junio de 2015, la comuna delegada de Champagne fue suprimida por decisión de la junta de gobierno del ayuntamiento de la comuna nueva de Goussainville.

## Demografía
| Gráfica de evolución demográfica de Champagne (Eure y Loir) entre 1800 y 2013 |
|                                                                               |

Los datos demográficos contemplados en este gráfico de la comuna de Champagne se han cogido de 1800 a 1999 de la página francesa EHESS/Cassini, y los demás datos de la página del INSEE.